# Heide Weichberger
Heide Weichberger (* 1922 in Bremen; † 1980 in Worpswede) war eine deutsche Keramikerin.
Sie lebte und arbeitete ab 1941 im Künstlerdorf Worpswede. Ihr Werk zeichnet sich durch farbenfrohe Keramiken mit stilisierten Figuren und symbolischen Szenen aus.

## Leben und Werk

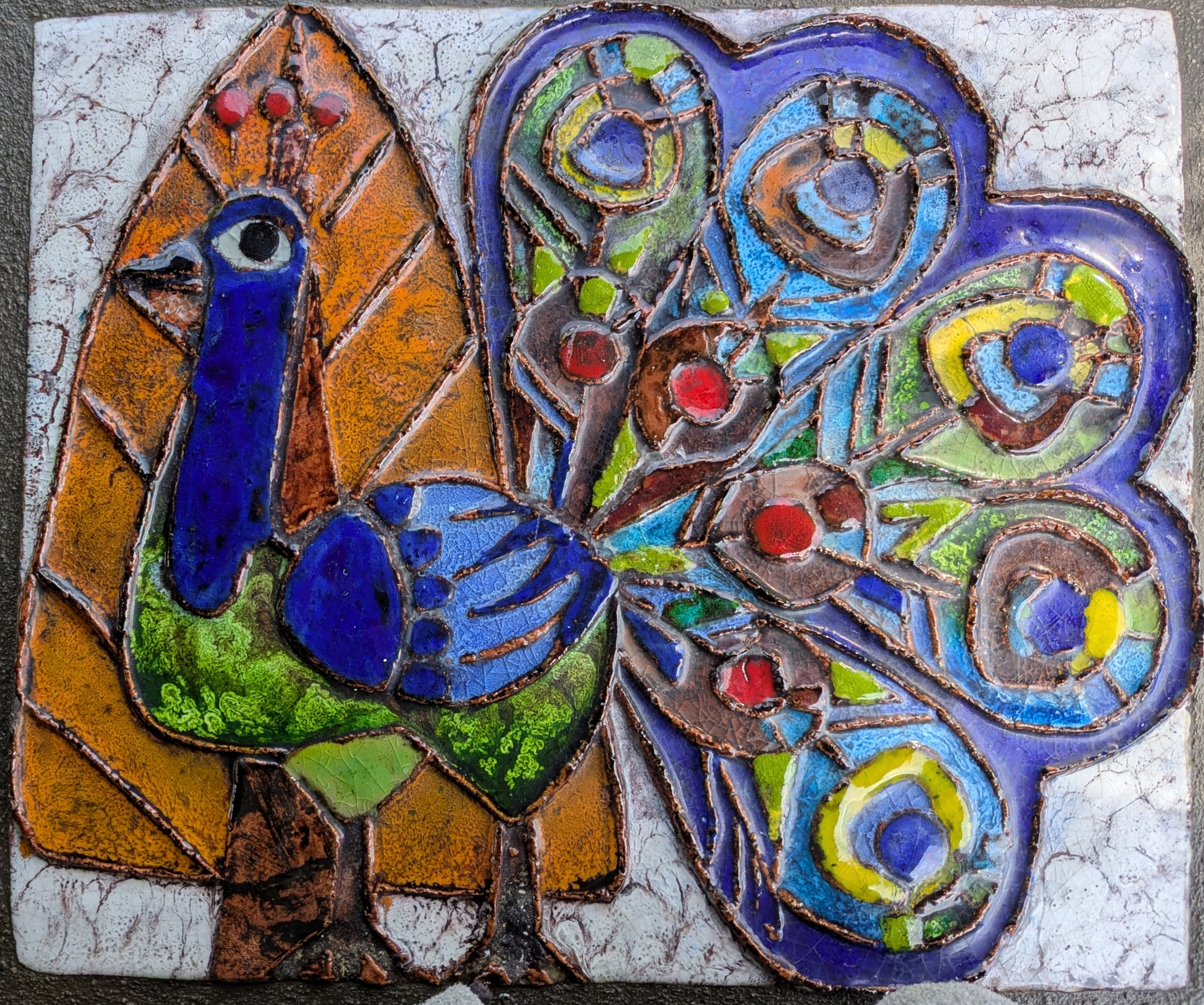
Pfau, glasierte Keramikkachel

Heide Weichberger wurde 1922 in Bremen geboren. Von 1937 bis 1941 absolvierte sie eine Ausbildung an der Kunsthochschule Bremen sowie an der Akademie der Künste in Berlin, mit Schwerpunkten in Malerei und Bildhauerei.
Im Jahr 1941 zog sie nach Worpswede, wo sie als freischaffende Künstlerin tätig war. Sie wandte sich bald der Keramik zu und entwickelte ihren eigenen Stil. Ihre Werke, oft als „Erzähl-Keramiken“ bezeichnet, kombinieren einfache Formen mit leuchtenden Farben und einer narrativen Bildsprache.
In ihren Wandreliefs und keramischen Figuren finden sich Motive, die an mittelalterliche Kirchenfenster oder naive Volkskunst erinnern. Einige ihrer Arbeiten sind heute Teil öffentlicher Sammlungen, unter anderem in der Worpsweder Käseglocke.
Heide Weichberger war die Mutter des Malers und Radierers Tobias Weichberger (1951–1998), der ebenfalls in Worpswede wirkte.